# Tarsomys
Genre
Tarsomys est un genre de rongeurs de la sous-famille des Murinés. Ils sont présents aux Philippines dans l'archipel de Mindanao.

## Liste des espèces
Ce genre comprend les espèces suivantes :
- Tarsomys apoensis Mearns, 1905
- Tarsomys echinatus Musser et Heaney, 1992

## Aire de répartition

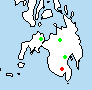
Carte de répartition des espèces de Tarsomys : T. apoensis en vert, T. echinatus en rouge. Aux Philippines sur Mindanao.